# Richard Sauder
Richard Sauder es un arquitecto, doctor en filosofía e investigador de Bases Subterráneas y Submarinas en los Estados Unidos. Richard Sauder es uno de los líderes de investigación en todo el mundo en este campo de estudio. Actualmente reside en San Antonio, Texas. 

## Carrera Ufológica
Richard Sauder es el autor de tres libros: "Underwater and Underground Bases" (Bases Subterráneas y Submarinas), que incluye los propósitos de los militares en las bases y los túneles bajo el lecho marino y desde su anterior libro ha amplíado bastante su información. Su primer libro "Underground Bases and Tunnels: What is the Government Trying to Hide?" (Bases Subterráneas y Túneles: ¿Que es lo que intenta ocultar el gobierno?), fue best-seller y el más vendido, que representa su trabajo sobre las bases subterráneas. Él es el primer ufólogo que popularizó sistemáticamente el tema de las bases subterráneas y submarinas investigando en la literatura ovni. También escribió el libro "Kundalini Tales", que trata sobre temas paranormales y el control mental.
Richard Sauder es un Virginiano natal, con un interés a lo forteano, los datos insólitos de información inexplicable que rompen el paradigma de todas las variedades. Comenzada la temprana niñez, Richard Sauder ha experimentado directamente el contacto con una variedad de fenómenos paranormales que lo han dejado un poco perplejo, Sauder está convencido de que en la Tierra hay percepciones humanas y mentales relacionándose con entidades extradimensionales. Las investigaciones en las que se centra principalmente Richard Sauder son las Bases Subterráneas y Submarinas, los Túneles, el control electrónico mental, la Tecnología de Libertad, la Prehistoria Humana, la antigüedad remota, la energía Kundalini y el modelo de pensamiento alternativo.

## Investigaciones
Richard Sauder ha discutido sobre sus investigaciones en varios programas de radio y televisión, incluido el programa de Art Bell "Dreamland", Coast to Coast AM con George Noory, The Lou Gentile Show, The Laura Lee Show, Out There TV con Kate and Richard Mucci, Strange Daze con Don Ecker, Jeff Rense's Sightings on the Radio, The Zoh Hieronimus Show, Mitch Battros's Earth Changes TV, The Uri Geller Show, the BBC, FOX News Phoenix y Ted Loman's UFOAZ Talks. 
También ha dado conferencias en la exposición "Whole Life" en Las Vegas y Los Ángeles, en el International UFO Congress en Lauglin (Nevada), en NEXUS Magazine International Conference en Ámsterdam, en el National UFO Conference en Bordentown (Nueva Jersey), HUFON (Houston MUFON), en el Orange County MUFON y en el Little A'LE' INN en Rachel, Nevada.
Sus documentos y entrevistas han aparecido en diversas publicaciones electrónicas de internet como la NEXUS Magazine, UFO Magazine (Estados Unidos y Reino Unido), Atlantis Rising, UFO Universe y en la página web Rense.com. El interés de Richard en el estudio de los ovni y fenómenos relacionados se ha extendido desde su niñez y ha seguido incesante en sus años como adulto. Su investigación de las bases subterráneas comenzaron en 1992 y siguen hasta el día presente. Él tiene un B.A. en sociología, un M.A. en estudios latinoamericanos, un M.S. en silvicultura y un Doctorado en Filosofía de ciencias políticas.

## Obras
- Underwater and Underground Bases
- Underground Bases and Tunnels: What is the Government Trying to Hide?
- Kundalini Tales, Adventures Unlimited Press